# پریموش کوزماس
پریموش کوزماس (انگلیسی: Primož Kozmus؛ زادهٔ ۳۰ سپتامبر ۱۹۷۹) یک پرتاب‌گر چکش، و ورزشکار دو و میدانی اهل اسلوونی است. او قهرمان المپیک پکن در رشته پرتاب چکش است.